# 长沙市怡雅中学
长沙市怡雅中学坐落在中华人民共和国湖南省长沙市天心区暮云街道怡海星城小区，是一所全日制完全中学。

## 沿革
2010年，长沙市怡雅中学由长沙市雅礼中学和怡海集团正式建立。

## 设施
长沙市怡雅中学分作：初中部、高中部和高复部。长沙市怡雅中学有一座400米标准田径场、恒温游泳馆，另外还配有实验室、图书馆、体育馆、琴房、合唱室、舞蹈室、心理咨询室等场馆。

## 领导
- 校长：王良[3]

## 外部连接
- 官方网站